# München (navire, 1962)
Le München est un navire de croisière allemand sur le lac de Constance, appartenant au Bodensee-Schiffsbetriebe (de)

## Histoire
Après la Seconde Guerre mondiale, le port de Constance n'abrite plus de grands bateaux à moteur. Afin de répondre au nombre croissant de passagers, la Deutsche Bundesbahn, alors exploitant des navires de la flotte blanche allemande, charge Bodan-Werft (de) de construire un nouveau navire. Le bateau à moteur à trois ponts commandé doit être un sister-ship du Stuttgart, basé à Friedrichshafen, et remplacer le Hohentwiel (de), qui est retiré à la fin de la saison 1961. Pendant la période de construction, un accident survient au chantier naval le 18 novembre 1961, ce qui retarde l'achèvement de plusieurs mois. C'est pourquoi le Hohentwiel est réactivé pour une autre saison.
Le nouveau navire est mis en service le 1er août 1962. Il reçoit le nom de Munich, qui était auparavant utilisé par l'ancien Rupprecht (de), mis hors service en 1958.
De 1962 à 2005, le München est utilisé sur les itinéraires de l'Obersee et, comme le Graf Zeppelin (de), également pour des voyages spéciaux. Ensuite, le München est amarré au quai 3 du port de Constance pendant les vacances d'hiver et sert d'emplacement aux stands du marché de Noël de Constance.
À partir de la saison 2006, le München est utilisé sur le lac d'Überlingen (de) en remplacement du bateau à moteur désaffecté d’Überlingen (de). Au cours de l'hiver 2007-2008, le München est révisé et modernisé dans le chantier naval de BSB à Friedrichshafen, mais un autre accident se produit, bien que beaucoup moins grave qu'en 1961 : le 15 février 2008, des matériaux isolants dans le compartiment moteur prennent feu, mais l'incendie est rapidement maîtrisé. À la fin des années 2010, le München est transféré à Lindau en échange du Schwaben et est à nouveau utilisé sur l'Obersee entre Bregenz et Constance.